# Georg Teigl
Georg Teigl (Vienna, 9 febbraio 1991) è un calciatore austriaco, centrocampista del Sommerein.

## Carriera

### Club
Debutta il 16 aprile 2011 nella vittoria contro lo Sturm Graz.

### Nazionale
Ha giocato nelle nazionali giovanili austriache Under-19, Under-20 ed Under-21.

## Palmarès
- Campionato austriaco: 1

Red Bull Salisburgo: 2011-2012
- Coppa d'Austria: 1

Red Bull Salisburgo: 2011-2012